# São João de Tarouca
Pour les articles homonymes, voir São João.
São João de Tarouca est une paroisse civile portugaise (en portugais : freguesia) de la municipalité de Tarouca dans le district de Viseu.

## Géographie
La paroisse est traversée par le Rio Varosa (pt), affluent du Douro.

## Démographie
Lors du recensement de 2021, São João de Tarouca compte 460 habitants.

## Patrimoine
- Abbaye de Tarouca